# Модель швейцарського сиру

Модель швейцарського сиру показує, що, хоча небезпеку та нещасний випадок розділяють багато рівнів захисту, на кожному рівні є недоліки, які в разі збігу можуть призвести до нещасного випадку. На цій діаграмі три вектори небезпеки зупинені засобами захисту, але один проходить наскрізь у тому місці, де «дірка» є на кожному рівні захисту.

Модель швейцарського сиру причинно-наслідкових зв'язків аварій — це модель, яка використовується в аналізі та управлінні ризиками, включаючи авіаційну безпеку, інженерію, охорону здоров'я, організації екстрених служб, а також як принцип багаторівневої безпеки, що використовується в комп'ютерній безпеці та глибокому захисті. У цій моделі людські системи порівнюються з декількома скибочками швейцарського сиру, кожна з яких має випадково розташовані отвори різного розміру: ризик того, що загроза стане реальністю, зменшується різними шарами та типами захисту, розміщеними один за одним. Таким чином, теоретично, недоліки та слабкі сторони в одному захисті не дозволяють ризику матеріалізуватися (щоб отвір у кожній скибці в стосі сумістився з отворами в усіх інших скибочках), оскільки інші засоби захисту також існують (наприклад, інші шматочки сиру) і запобігають єдиній точці відмови. Модель спочатку була офіційно запропонована Джеймсом Т. Різоном з Манчестерського університету і відтоді отримала широке визнання. Її іноді називають «ефект кумулятивної дії».
Незважаючи на те, що модель швейцарського сиру поважають і вважають її корисним методом зв'язку понять, її критикували за те, що вона використовується занадто широко та без достатньої кількості інших моделей чи підтримки.

## Отвори і скибочки

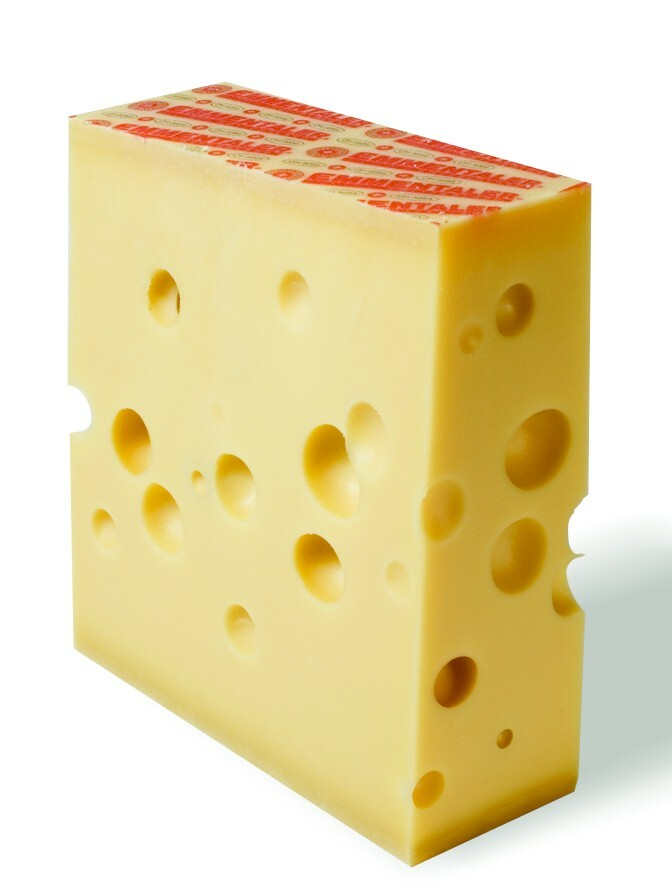
Сир Емменталь з дірочками. Кожна скибочка матиме отвори різного розміру та положення.

У моделі швейцарського сиру захист організації від невдачі моделюється як серія недосконалих бар'єрів, представлених у вигляді шматочків сиру, а саме швейцарського сиру з дірочками, наприклад, сиру Емменталь. Отвори в скибочках представляють слабкі місця в окремих частинах системи та постійно змінюються за розміром і положенням у скибочках. Система зазнає збоїв, коли отвори у кожній скибочці на мить вирівнюються, стаючи (за словами Різона) «траєкторією можливої аварії», так що загроза проходить через отвори в усіх скибочках, що призводить до збою.
Фрош описав модель Різона в математичних термінах як модель в теорії перколяції, яку він аналізує як ґратку Бете.

## Активні та приховані збої
Модель включає активні та латентні збої. До активних збоїв належать небезпечні дії, які можуть бути безпосередньо пов'язані з аварією, як-от (у випадку авіакатастроф) помилка навігації. Приховані збої включають фактори, що сприяють аварії, які можуть залишатися бездіяльними протягом днів, тижнів або місяців, поки вони не сприятимуть аварії. Приховані збої охоплюють перші три домени збою в моделі Різона.
На ранніх етапах існування моделі швейцарського сиру, з кінця 1980-го до приблизно 1992 року, робилися спроби об'єднати дві теорії: модель багаторівневого захисту Джеймса Різона та теорію триноги Віллема Альберта Вагенара про причини аварії. Це призвело до періоду, коли схема швейцарського сиру була представлена скибочками сиру, позначеними як «активні невдачі», «передумови» та «приховані невдачі».

## Приклади застосування

Новозеландська модель швейцарського сиру для боротьби з COVID-19

Таку модель застосовують у низці сфер, включаючи авіаційну безпеку, різні інженерні галузі, організації екстрених служб, а також як принцип багаторівневої безпеки, що використовується в комп'ютерній безпеці та глибокому захисті.
Модель використовувалася в деяких сферах охорони здоров'я. Наприклад, латентною помилкою може бути однакова упаковка двох ліків, які потім зберігаються в аптеці поруч. Ця хиба може стати фактором, що посприяє видачі пацієнту неправильного препарату. Такі дослідження привели до усвідомлення того, що медична помилка може бути результатом «вад системи, а не недоліків характеру», і що жадібність, невігластво, злий умисел або лінь не є єдиними причинами помилок.
Модель швейцарського сиру широко використовується в галузі безпеки процесів. Кожна скибочка сиру зазвичай пов'язана з критично важливою для безпеки системою, часто з підтримкою діаграм-метеликів. Це використання стало особливо поширеним у бурінні та видобутку нафти та газу як для ілюстрації, так і для підтримки інших процесів, таких як управління цілісністю активів і розслідування інцидентів.
Лубнау, Лубнау та Окрай застосовують модель до проєктування систем пожежогасіння, прагнучи зменшити людські помилки шляхом «вставлення додаткових шарів сиру в систему», а саме методи управління ресурсами екіпажу.
Олсон і Раз застосовують модель для вдосконалення обману в методології експериментальних досліджень, де кілька тонких шарів сиру представляють тонкі компоненти обману, які приховують гіпотезу дослідження.